# Quinto Cecina Primo
Quinto Cecina Primo (in latino: Quintus Caecina Primus; 11 circa – dopo il 53) è stato un magistrato e senatore romano, console dell'Impero romano.

## Biografia
Primo apparteneva alla gens Caecina, ma, a causa del praenomen inusitato per la gens, non è possibile collegarlo alla famiglia senatoria di Volaterrae né al ramo di Volsinii. Di origine però almeno ancestralmente etrusca, Primo è stato proposto come homo novus, come attesterebbe anche lo stesso cognomen.
La figura di Primo è stata scoperta solo di recente, e della sua carriera è noto solo il suo consolato, ricoperto come suffetto al fianco di Publio Trebonio nei mesi di settembre e ottobre del 53.
Dopo il consolato, Primo scompare dalla storia.